# HD 100777 b
HD 100777 b — газовый гигант, вращающийся вокруг звезды HD 100777 спектрального класса K0IV. Открыт HARPS методом доплеровской спектроскопии в 2003 году.